# Raionul Sambir (pre-2020), Liov
Sambir (în ucraineană Самбірський район, transliterat: Sambirskîi raion) este un raion în regiunea Liov, Ucraina. Reședința sa este orașul regional Sambir, care nu aparține raionului.

## Demografie
Componența lingvistică a raionului Sambir
     Ucraineană (97,99%)
     Alte limbi (0,65%)
Conform recensământului din 2001, majoritatea populației raionului Sambir era vorbitoare de ucraineană (97,99%), existând în minoritate și vorbitori de polonă (1,34%).